# BAR 007
El BAR 007 fue un monoplaza de Fórmula 1 utilizado por British American Racing en la temporada 2005. El coche fue conducido por Jenson Button y Takuma Satō, aunque el japonés fue sustituido por Anthony Davidson para el Gran Premio de Malasia por gripe. El piloto de pruebas del equipo fue el brasileño Enrique Bernoldi junto con Davidson.
El equipo tuvo un mal comienzo de la temporada, y estuvo involucrado en la controversia sobre el peso mínimo de sus coches, fueron descalificados de una carrera y excluidos de otros dos. El equipo no logró anotar un punto hasta el Gran Premio de Francia. Sin embargo, la fortuna del equipo se volvió ligeramente, y Jenson Button anotó puntos en todas las últimas 10 carreras, incluyendo dos podios. Takuma Satō solo anotó un punto en la temporada entera. Fue el último monoplaza de BAR, ya que el equipo fue comprado totalmente por Honda para 2006.

## Resultados

### Fórmula 1
(Clave) (negrita indica pole position) (cursiva indica vuelta rápida)

| Año         | Motor            | Neu. | N.º | Pilotos          | 1   | 2   | 3   | 4   | 5   | 6   | 7   | 8   | 9   | 10  | 11  | 12  | 13  | 14  | 15  | 16  | 17  | 18  | 19  | Puntos | Pos. |
| ----------- | ---------------- | ---- | --- | ---------------- | --- | --- | --- | --- | --- | --- | --- | --- | --- | --- | --- | --- | --- | --- | --- | --- | --- | --- | --- | ------ | ---- |
| 2005        | Honda RA005E V10 | M    |     |                  | AUS | MYS | BHR | SMR | ESP | MON | EUR | CAN | USA | FRA | GBR | GER | HUN | TUR | ITA | BEL | BRA | JPN | CHN | 38     | 6º   |
| 2005        | Honda RA005E V10 | M    | 3   | Jenson Button    | 11  | Ret | Ret | DSQ | EX  | EX  | 10  | Ret | DNS | 4   | 5   | 3   | 5   | 5   | 8   | 3   | 7   | 5   | 8   | 38     | 6º   |
| 2005        | Honda RA005E V10 | M    | 4   | Takuma Satō      | 14  | INJ | Ret | DSQ | EX  | EX  | 12  | Ret | DNS | 11  | 16  | 12  | 8   | 9   | 16  | Ret | 10  | DSQ | Ret | 38     | 6º   |
| 2005        | Honda RA005E V10 | M    | 4   | Anthony Davidson |     | Ret |     |     |     |     |     |     |     |     |     |     |     |     |     |     |     |     |     | 38     | 6º   |
| Referencia: |                  |      |     |                  |     |     |     |     |     |     |     |     |     |     |     |     |     |     |     |     |     |     |     |        |      |